# Módos Gábor (fotóművész)
Módos Gábor (Szombathely, 1939. május 3.) magyar fotóművész, modell- és aktfotós, operatőr. Elsősorban színes reklám- és aktfotóival lett ismert.

## Élete
Édesapja Módos Imre, édesanyja Horváth Erzsébet. Az érettségi után kezdtem fotóval foglalkozni, a Savaria Fotóklubban. Képzőművészeti gimnáziumba szeretett volna járni, de mivel az Pesten volt, szülei nem engedték el. A szombathelyi Gépipari Technikumban érettségizett, majd ugyanott a Felsőfokú Technikumban szerzett üzemmérnöki diplomát, azonban Módos Gábort a fotózás  érdekelte.
Felvételizett a Műszaki Egyetemre, de mivel bátyja éppen akkor disszidált, nem vették fel. 18 éves kora óta fényképez, amikor megjavított egy fényképezőgépet és kipróbálta, majd megkereste a Savaria Fotóklub vezetőjét, hogy az Ofotértből filmhez juthasson, ugyanis akkoriban nem lehetett könnyen hozzájutni.
1963–67 között operatőr volt a Savaria Filmstúdiónál. Számos Vas megyei kisfilmet készített, amiket ott helyben vetítettek és több közülük archívumba is került. Többféle műszaki állásban dolgozott, amíg a fotózás lett a foglalkozása. Hosszú ideig a gödöllői Mezőgazdasági Gépkísérleti Kutatóintézet fotósa volt. Schwanner Endre karolta fel és hívta el magával műszaki fotókat készíteni. Itt szerezte meg azt a gyakorlatot, amit a későbbiek során kamatoztatott, hiszen a munka mellett kiállításokra és pályázatokra is készített képeket. Ebben az időben – az 1960-es évek második felében – miután egy koncertet végigfotózott lett Koncz Zsuzsa szinte kizárólagos fotósa, aki az Ez a Divat Művészbejáró rovatában csak úgy vállalt szereplést, ha Módos Gábor fényképezi – ekkor került a szerkesztőséghez.
1977-től szabadúszó, Budapesten él és alkot. A fényképezés foglalkozása és hobbija is egyben.
Elsősorban portré- és aktfotós, de minden műfajban kipróbálta magát. Amikor 1963-ban aranyérmet nyert fekvő aktjával Dunaújvárosban, a meztelenség fényképezése inkább a tiltott, mint a megtűrt kategóriába tartozott, ezért nagy áttörést jelentett. Aktokkal egyébként Németh József (fotóművész) hatására kezdett el foglalkozni: a művész Gyöngyvirágos akt című fotója nyűgözte le, akinek hatására készítette el első ilyen munkáját, amely az Orchidea nevet kapta.

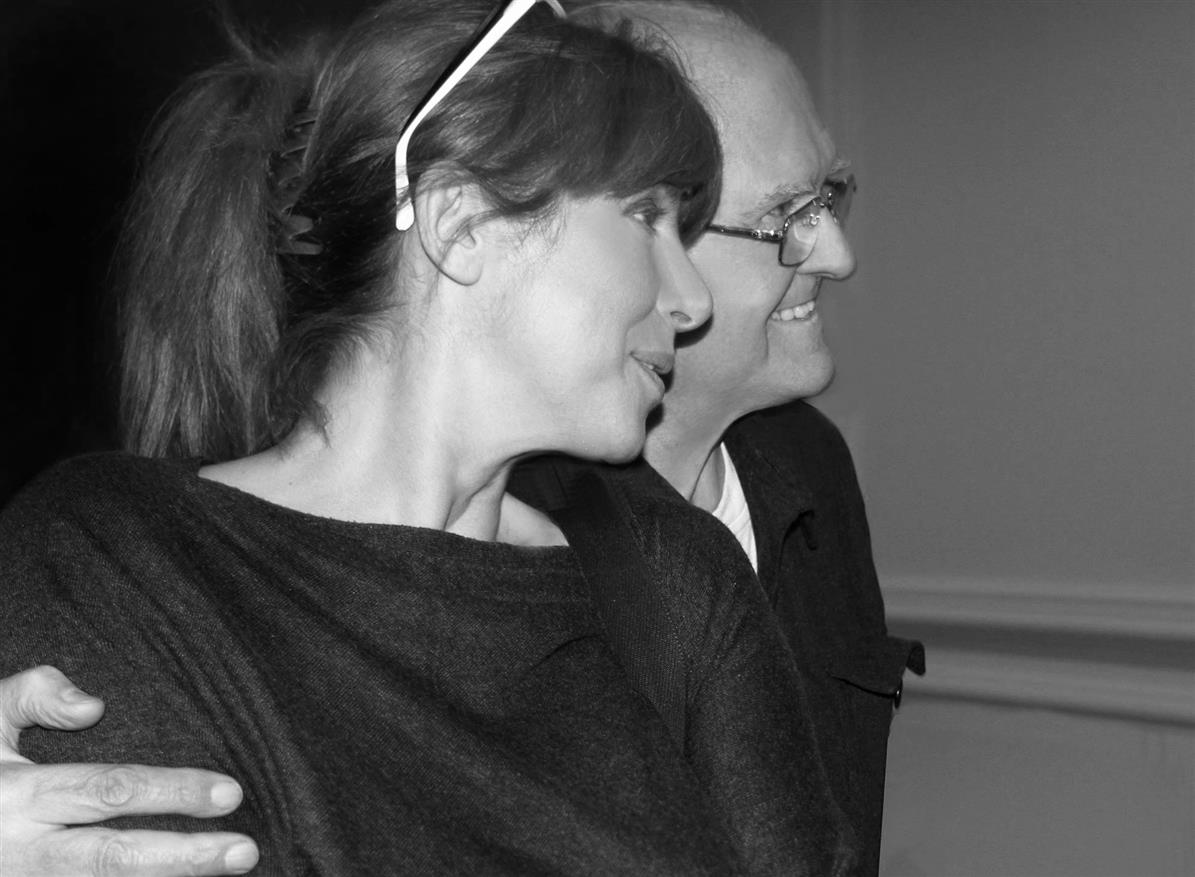
Módos Gábor (Fotó:Rózsavölgyi Gyöngyi)

Dolgozott az Ez a Divat szerkesztőségénél is, külsős, alkalmazott fotográfusként. Koncz Zsuzsa (előadóművész)t kérték fel az Ez a Divat magazinba egy sorozathoz, amit Módos Gábor fotózott. Miután a képek elkészültek felkérték hogy dolgozzon a lapnak. A siker átmeneti volt, mert egy általa is rossznak megítélt munka után nem tartottak igényt tovább munkájára. Készített Safranek Annaról jól sikerült fotókat, Zsigmond Márta, a lap főszerkesztője, megnézte a képeket, és visszavette azonnal a laphoz. Módos Gábor az akkori modellek, 1970-80-as évek, szinte mindegyikével –  dolgozott.   
Fotózott gyáraknak – mint az Jászberényi hűtőgépgyár – Export-Import cégeknek – Elektroimpex, Tannimpex Hungarotex , a Képzőművészeti Kiadónak, és divatcégeknek – például a Divatintézet, OKISZ Labor – is. Fényképezett sok lemezborítót, CD-borítót, plakátot (Fabulon, Caola stb.) is.
Komoly szakma-társadalmi életet él. Az 1990-es évektől kezdve mindig volt valamilyen tisztsége a Magyar Fotóművészek Szövetségében és a Magyar Alkotóművészek Országos Egyesületében (MAOE) is. Számos fotóversenyen zsűri-tagként, kiállításon megnyitóként működik közre.
2019. május 3-án ,,Módos Gábor 80 év,, címmel életmű-kiállítása nyílt meg Szombathelyen a fotóművésznek, az AGORA Szombathelyi Kulturális Központban. A kiállítást Tóth József (Füles) fotóművész nyitotta meg. A Savaria Nemzetközi Táncversenyhez is kötődik Módos Gábor neve, aki versenyzőket örökített meg. Fotóinak jelentős részét teszik ki a portrék, amelyeken ábrázolja a női szépséget. Aktfotói kapcsán elárulták a hallgatóságnak, hogy az AGORA – Művelődési és Sportház azon kevés helyszínek egyike jelenleg is hazánkban, ahol bemutatják ezen műfajhoz tartozó munkáit. A kiállított tablókon a portrékon kívül
Budapestet, Indiát és Egyiptomot megörökítő képeket is találni.

## Tagságok
- 1960-tól a szombathelyi Savaria Fotóklub tagja,

1965–1968 között főtitkára
- 1966-tól fennállásáig a Studio Nadar[m 3] alkotócsoport alapító tagja
- 1970-től a Magyar Fotóművészek Szövetsége tagja,

1986–1989 között elnökségi tagja, majd a Senior Alkotócsoport vezetője
- 1974-től a Budapesti Fotóklub tagja
- 1976-tól a MAOE tagja,

1996-tól a Fotótagozat elnöke, 1998-tól az Egyesület alelnöke, majd a Felügyelő bizottság elnöke
- 1989-től a Magyar Reklámszövetség tagja, 1996–1999 között elnökségi tagja
- 1991–2011 között a Magyar Fotográfiai Alapítvány[m 4] kuratórium tagja[12][13]
- 1996-tól a HUNGART Vizuális Művészek Közös Jogkezelő Társasága Egyesület[14] elnökségi tagja
- 1998-tól a Nemzeti Kulturális Alap Fotóművészeti Szakmai Kollégiumának tagja,[15]

2000–2002 között elnöke

## Egyéni kiállítások
- 1999 – 60 év, Savaria Múzeum, Szombathely
- 1999 – 60 év, Palme Ház, Budapest
- 2000 – 60 év, Duna Galéria, Budapest; Keresztény Ifjúsági Klub Galériája, Eger
- 2002 – 60 év, Magyar Villamos Művek Bemutatóterme, Budapest
- 2007 – 60 év, Pécs, Mecseki Fotóklub
- 2009 – 70 év, Duna Galéria
- 2014 – 75 év, MOM Kulturális Központ
- 2018 – Vágfalvi Ottó Művelődési Központ, Akt(uális) című kiállítás
- 2019 – ,,Módos Gábor 80 év,, címmel életmű-kiállítás, Szombathely

## Válogatott – csoportos kiállítások
- 1961 – Országos Sportfotó Kiállítás, Szombathely
- 1963 – Országos Fotóművészeti Kiállítás, Dunaújváros
- 1965 – Országos Fotóművészeti Kiállítás, Budapest
- 1966 – Országos Fotóművészeti Kiállítás, Győr
- 1969 – Országos Jubileumi Kiállítás, Debrecen
- 1970 – Nemzetközi Fotóművészeti Kiállítás, Budapest
- 1982 – Országos Fotóművészeti Kiállítás, Budapest
- 1987 – Magyar Fotográfia, Budapest
- 1993 – Magyar Fotográfia, Budapest
- 1997–2003 MAOE – Fotószalon, Budapest
- 2001 – Országos Fotóművészeti Kiállítás, Budapest
- 2005-től évente MAOE alkotótábor-kiállítások és Magyar Fotóművészek Szövetsége Senior kiállításai

## Könyvek

### Önálló kötete
- Akt-album (a bevezetőt Végvári Lajos írta), Képzőművészeti kiadó, Budapest, 1987.

### Magyar Fotóművészek Szövetsége kiadványok (szerkesztőként)
- Nagy Lajos képei 50 év fotóiból, 1956-2006 (katalógus, kiállítás az Országos Széchényi Könyvtár Budavári Palotájában és a Zrínyi Miklós Nemzetvédelmi Egyetem Bolyai János Katonai Műszaki Főiskola Karán), 2006.

A Senior Alkotó Csoport vándorkiállítási katalógusai
- Hungarikumok, 2015.
- Az örök nő, 2014.
- Rivaldafényben a művészetek világa 2012-2013, 2012.
- 2011 – a Család éve 2011-2012, 2011.

### További könyvek (szerkesztőként)
- Látványaim hat témában, 1960-2011 (katalógus, Nagy Lajos fotókiállítása) Budapest, 2011.
- A tégla dicsérete Hódmezővásárhely, 2010 (katalógus, a Magyar Alkotóművészek Országos Egyesülete Fotóművészeti Tagozatának kiállítása), Hódmezővásárhely, 2011.

### További könyvek (amikbe fotózott)
- A vendéglátás aranykönyve, az Eastin West Kft. kiadása, Budapest, 1995. és 1996.
- Fehér Dezső: Kincsem, a magyar csoda Litográfia, Gazda kiadó, Debrecen, 1998.
- Feledy Balázs; Jade Niklai: Mesterecsetek (angol cím: Master's brush; Flohr János fotóssal), a Mesterprint/EastinWest kiadása, Budapest 2002.
- Varjas Endre: Koncz Zsuzsa (életrajzi könyv, Beller Iván fotóssal), Ab Ovo Kiadó, Budapest, 1992.

## Publikációi
- Vassányi Béla (1923-1999): A Magyar Királyi Honvédségtől a fotóművészetig, Fotóművészet folyóirat XLII. évf. 1-2. szám, 1999.[16]

## Díjak
- 1961 – Országos Sportfotó Kiállítás tiszteletdíja
- 1963 – Országos Fotóművészeti Kiállítás aranyérem (Fekvő akt[3])
- 1969 – Országos Jubileumi Kiállítás tiszteletdíja
- 1978 – DIVAT III ’77, díjat nyert az Országos Fotóművészeti Kiállításon
- 1990 – Pécsi József-díj
- 2004 – MAOE alkotói nagydíja
- 2013 – EMMI díj (Szőcs Miklós TUIval megosztva)[17]
- 2013 – MAOE Aranykazetta életműdíj[18]
- 2015 – Magyar Fotóművészek Szövetsége életműdíj[3]